# Michel Preud’homme
Michel Georges Jean Ghislain Preud’homme (ur. 24 stycznia 1959 w Ougrée) – belgijski trener piłkarski i piłkarz grający na pozycji bramkarza.

## Kariera
Kariera piłkarska
Uważany za jednego z najwybitniejszych golkiperów w historii piłkarstwa belgijskiego. Przez dziewięć lat (1977-86) był piłkarzem Standardu Liège, z którym w tym czasie wygrał dwa tytuły mistrza (1982, 1983) i jeden Puchar kraju (1981). Sukcesy międzynarodowe (Puchar Zdobywców Pucharów i Superpuchar Europy) (oba 1988) osiągał później, grając w KV Mechelen.
Z reprezentacją Belgii, w której barwach wystąpił w 58 meczach, brał udział w Mundialach 1990 i 1994; na koniec tego drugiego turnieju odebrał nagrodę dla najlepszego bramkarza. Piłkarską karierę zakończył w wieku czterdziestu lat (1999) w SL Benfice, gdzie grał od 1994.
Kariera trenerska
Niecałe półtora roku po zakończeniu kariery piłkarskiej (1.07.1999) zaczął karierę trenerską (25.12.2000). Jako szkoleniowiec przez dwa lata (2000-02) prowadził Standard Liège. Od 2002 do 2006 roku był dyrektorem technicznym tegoż klubu. Pod koniec sierpnia 2006 roku ponownie został tam trenerem, gdzie w sezonie 2007–2008 wywalczył pierwsze od dwudziestu pięciu lat mistrzostwo kraju.
Po tym sezonie, nie osiągnąwszy porozumienia z kierownictwem klubu odnośnie do podpisania nowego kontraktu, opuścił Standard i został trenerem innego belgijskiego pierwszoligowca – KAA Gent. Po dwóch sezonach spędzonych w Gent Michel przeniósł się do holenderskiego FC Twente. 13 czerwca 2011 roku został trenerem saudyjskiego klubu Al-Szabab Rijad. Dnia 21 września 2013 roku Preud’homme został trenerem Club Brugge, gdzie pracował do 30 czerwca 2017 roku.
1 lipca 2018 wrócił do Standardu jako wiceprezes oraz członek zarządu i jeszcze w tym samym dniu został tam trenerem i dyrektorem technicznym. Dwie ostatnie funkcje w tym klubie przestał pełnić 30 czerwca 2020, a dwie pozostałe dokładnie rok później.

## Sukcesy piłkarskie

### Klubowe
Puchar Zdobywców Pucharów
- Mechelen: 1988

Superpuchar Europy
- Mechelen: 1988

Mistrzostwo Belgii
- Standard Liège: 1982 i 1983
- Mechelen: 1989

Puchar Belgii
- Standard Liège: 1981
- Mechelen: 1987

Puchar Portugalii
- Benfica: 1996

Reprezentacyjne
- 1/8 finału Mistrzostw Świata w Piłce Nożnej: 1990, 1994

Indywidualne
- Piłkarz roku 1987 i 1989 w Belgii.

## Sukcesy szkoleniowe
Mistrzostwo Belgii
- Standard Liège: 2008

Puchar Holandii
- Twente Enschede: 2011

Superpuchar Holandii
- Twente Enschede: 2010